# 2697 Албина
2697 Албина (енгл. 2697 Albina) је астероид. Приближан пречник астероида је 51,54 ,
а средња удаљеност астероида од Сунца износи 3,562 астрономских јединица (АЈ).
Инклинација (нагиб) орбите у односу на раван еклиптике је 3,580 степени, а орбитални период износи 2456,061 дана (6,724 година). Ексцентрицитет орбите астероида износи 0,082.
Апсолутна магнитуда астероида износи 10,20 а геометријски албедо 0,055.
Астероид је откривен 9. октобра 1969. године.